# 田辺満
田辺 満（たなべ みつる、9月12日 - ）は、日本のテレビドラマ、映画の脚本家である。

## プロフィール
大阪府出身。血液型はB型。
大阪府立摂津高等学校 日活芸術学院卒。
国際放映で助監督を1年経験後、ジャパンホームビデオでアルバイトをしながらシナリオ修行。ピンク映画を皮切りに企業PRや情報番組等の構成を担当。
「世にも奇妙な物語」でテレビドラマに進出し、現在に至る。

## 作品歴

### 連続ドラマ
- 映画みたいな恋したい（1993年、ジェイミック／テレビ東京）
- チャンス! （1993年、フジテレビ／共同テレビ）
- 白鳥麗子でございます! （1993年、フジテレビ／共同テレビ）
- 正義は勝つ （1995年、フジテレビ）
- 木曜の怪談「魔法のキモチ」（1996年、フジテレビ）
- 闇のパープル・アイ（1996年、テレビ朝日／東映）
- こんな私に誰がした（1996年、フジテレビ）
- いいひと。（1997年、関西テレビ／共同テレビ）
- 恋はあせらず（1998年、フジテレビ／共同テレビ）
- ソムリエ （1998年、関西テレビ／共同テレビ）
- 恋愛詐欺師 （1999年、テレビ朝日／共同テレビ）
- 科捜研の女（1999年、テレビ朝日／東映）
  - 新・科捜研の女（2004年）
- HERO （2001年、フジテレビ）
- 救命病棟24時 （2001年、フジテレビ）
- 恋するトップレディ （2002年、関西テレビ／共同テレビ）
- スカイハイ（2003年、テレビ朝日／アミューズ）
  - スカイハイ2（2004年）
- ダイヤモンドガール（2003年、フジテレビ／共同テレビ）
- ああ探偵事務所（2004年、テレビ朝日／メディアミックス・ジャパン）
- だめんず・うぉ〜か〜 （2006年、テレビ朝日）
- マイフェアボーイ （2007年、TBS／ドリマックス）
- 離婚同居（2010年、NHK／テレビマンユニオン）
- CONTROL〜犯罪心理捜査〜 （2011年、フジテレビ／共同テレビ）
- 分身（2012年、WOWOW／日テレアックスオン）
- 東野圭吾ミステリーズ「エンドレス・ナイト」（2012年、フジテレビ）
- dinner（2013年、フジテレビ／共同テレビ）
- アカギ（2015年、BSスカパー!／日テレアックスオン） 
  - アカギ 竜崎・矢木編/市川編（2017年）
  - アカギ 鷲巣麻雀完結編（2018年）
- カッコウの卵は誰のもの（2016年、WOWOW／日テレアックスオン）
- 警視庁・捜査一課長 season3（2018年、テレビ朝日）
- 正義の天秤season2(2023年）

### 単発ドラマ
- 世にも奇妙な物語（フジテレビ／共同テレビ）
  - 春の特別編「奇遇」「気づかれない男」（1992年）
  - 真夏の特別編「いじめられる女」（1993年）
  - 冬の特別編「心の声が聞こえる」（1994年）
  - 秋の特別編「出られない」（1994年）
  - 冬の特別編「ブルギさん」（1995年）
  - 春の特別編「パパラッチ」（1999年）
  - 25周年スペシャル・春〜人気漫画家共演編〜「地縛者」（2015年）
- 幻想ミッドナイト「8653円の女」（1997年、テレビ朝日）
- 弁護士猪狩文助（2001年 - 2003年、TBS／国際放映）
  - 第1作「時の剣」（2001年）
  - 第2作「罪を逃れて笑う奴」（2002年）
  - 第3作「悪の扉」（2002年）
  - 第4作「禁断の館」（2003年）
  - 第5作「二つの遺言書」（2003年）
- 女と愛とミステリーパートタイム探偵 （2002年、テレビ東京／アミューズ） 
  - パートタイム探偵2（2004年）
- ドクター小石の事件カルテ（2004年 - 2009年、フジテレビ／オセロット）
  - 第1作「血痕」（2004年）
  - 第2作「検死」（2006年）
  - 第3作「毒薬」（2006年）
  - 第4作「劇薬」（2008年）
  - 第5作「毒炎」（2009年）
  - 第6作「異物」（2009年）
- 津軽海峡ミステリー航路（2006年 - 2009年、フジテレビ／東宝）
  - 第5作（2006年）
  - 第6作（2007年）
  - 第7作（2008年）
  - 第8作（2009年）
- 水曜ミステリー9農家の嫁は弁護士!神谷純子のふるさと事件簿 （2006年、テレビ東京／ファイン）
- 横山秀夫/ルパンの消息（2008年、WOWOW）
- 土曜プレミアム「新証言!三億円事件 40年目の謎を追え!」（2008年、フジテレビ／アニマ21）
- 水曜ミステリー9去りゆく日に （2009年、テレビ東京／オセロット）
- 水曜ミステリー9付き人女優安野すみれの事件簿 （2009年、テレビ東京／国際放映）
- ドラマW「第三のミス～まず石を投げよ～」 （2009年、WOWOW）
- 土曜プレミアム「神戸新聞の7日間」 （2010年、フジテレビ）
- 警部・柘植京介 超高層ホテルの死角 （2010年、TBS／ニューウエーヴ）
- プレミアムドラマ「終の棲家」 （2014年、NHK BSプレミアム）
- 月曜ゴールデン「新 法廷荒らし 猪狩文助〜終の棲家〜」（2015年、TBS／国際放映）
- 水曜ミステリー9新・旅行作家・茶屋次郎　富嶽三十六景殺人事件 （2016年、テレビ東京／オセロット）
- 月曜名作劇場「あんみつ検事の捜査ファイル1」（2016年、TBS／テレパック）
- 月曜名作劇場「新・浅見光彦シリーズ  後鳥羽伝説殺人事件」（2018年、TBS／テレパック）

### 映画
- GTO （1999年、フジテレビ／東映）
- 田園のユーウツ （2000年、プライドワン）

### ピンク映画
- 女子大生下半身FOCUS（1986年、 マイルストーン／にっかつ）
- OLハンター女泣かせの指 （1986年、ローリング21／にっかつ）
- ロマン子クラブ エッチがいっぱい （1986年、雄プロ／にっかつ）
- 濡れた太腿痴態 （1987年、飯泉プロ）

### アニメ
- ミームいろいろ夢の旅 中野顕彰共作 （1982年、TBS／日本アニメーション）
- まんがイソップ物語 （1983年、テレビ東京／日本アニメーション）
- ふしぎなコアラ ブリンキー （1984年、フジテレビ／日本アニメーション）

### バラエティ
- 爆笑問題のおバカな人々 （2000年、テレビ朝日）

### オリジナルビデオ（O.V.）
- 闘牌伝アカギ （1995年、竹書房）
- 雀魔アカギ （1997年、竹書房）
- 好き・すき・スキッ!4streetlove （1997年、JHV）

### ゲーム
- 99のなみだ （2008年、バンダイナムコ）